# Winterhaven
Winterhaven is een plaats in Imperial County in Californië in de VS.

## Geografie
De totale oppervlakte bedraagt 0,6 km² (0,2 mijl²) wat allemaal land is.

## Demografie
Volgens de census van 2000 bedroeg de bevolkingsdichtheid 851,0/km² (2203,9/mijl²) en bedroeg het totale bevolkingsaantal 529 als volgt onderverdeeld naar etniciteit:
- 45,56% blanken
- 3,02% zwarten of Afrikaanse Amerikanen
- 6,81% inheemse Amerikanen
- 0,38% Aziaten
- 38,27% andere
- 5,86% twee of meer rassen
- 56,33% Spaans of Latino

Er waren 183 gezinnen en 118 families in Winterhaven. De gemiddelde gezinsgrootte bedroeg 2,89.

## Plaatsen in de nabije omgeving
De onderstaande figuur toont nabijgelegen plaatsen in een straal van 40 km rond Winterhaven.